# Giovanni d'Andrea (giurista)

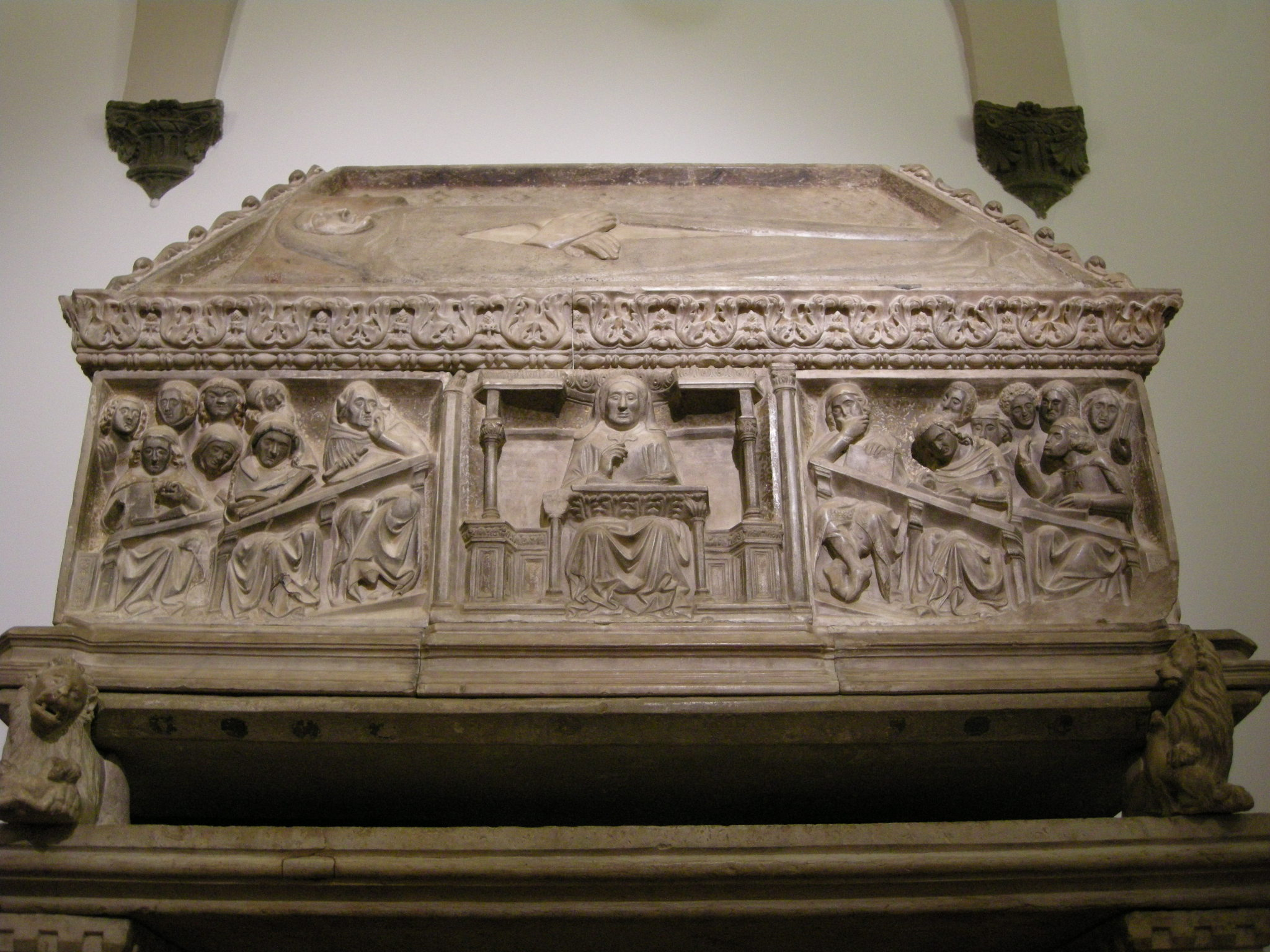
L'arca funebre di Giovanni d'Andrea esposta al Museo civico di Bologna.

Giovanni d'Andrea (Rifredo, 1270 circa – Bologna, 1348) è stato un giurista italiano.
Fu un esperto di diritto canonico.

## Biografia

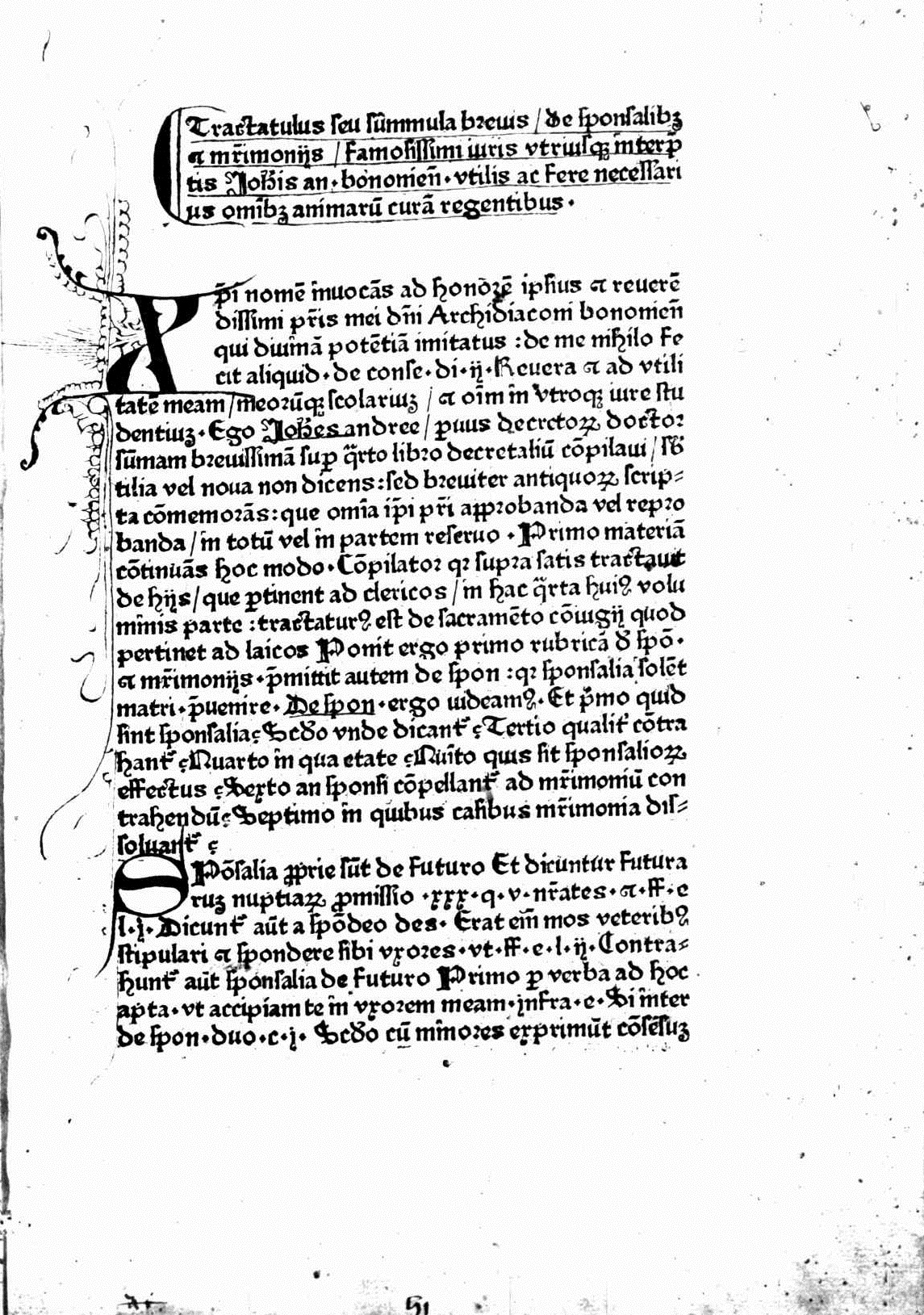
Summa de sponsalibus et matrimoniis, 1472-1474

Nacque da un membro della famiglia Calderini e l'anno di nascita è incerto (1270 – 1275).
Studiò legge a Bologna, dove iniziò il suo insegnamento di diritto nell'anno in cui morì Dino Rosoni. Insegnò anche a Padova e a Pisa, come altri giuristi dell'epoca, quali: Giovanni Fagioli, Ugo Benci, Baldo da Forlì.
Dal matrimonio con la figlia del canonista Bonincontro dallo Spedale, Milancia, ebbe cinque figli, tra cui Bonincontro (m. 1350) che seguì la stessa carriera del padre e Novella (1312 - prima del 1346), canonista, che più volte lo sostituì nelle lezioni e che all'età di quattordici anni sposò il giurista Filippo Formaglini.
Scrisse alcuni commenti ai libri delle Decretali papali, fra cui Novella sive commentarius in decretales epistolas Gregorii IX (1234). Un'altra sua opera fu lo  Hierominianum. Ebbe come allievi Cino da Pistoia e Francesco Petrarca. Morì di peste nell'anno 1348, dopo quarantacinque anni di insegnamento.
L'epitaffio nella chiesa dei Domenicani di Bologna nella quale è sepolto, lo definisce "Rabbi Doctorum, Lux, Censor, Normaque Morum".

## Opere
- De interdicto. Fogli 43-50 del manoscritto Msc.Theol.207 conservato nella Staatsbibliothek Bamberg risalente al XIII-XIV secolo. online
- (LA) Summa de sponsalibus et matrimoniis, Basilea, Martin Flach, 1472–1474.
- Liber sextus Decretalium, con le Glosse di Giovanni d'Andrea, Basilea, Michael Wenßler, 1476. Edizione digitalizzata
- Novella Commentaria in quinque libros decretalium, cinque volumi. Venezia, 1581. Ristampa: Torino 1963.
- In Sextum Decretalium librum Novella Commentaria, Venezia, 1581.
- In titulum de Regulis iuris Novella Commentaria, Venezia, 1581.
- Corpus iuris canonici glossatum I-III, Lione 1519/1520.

### Manoscritti

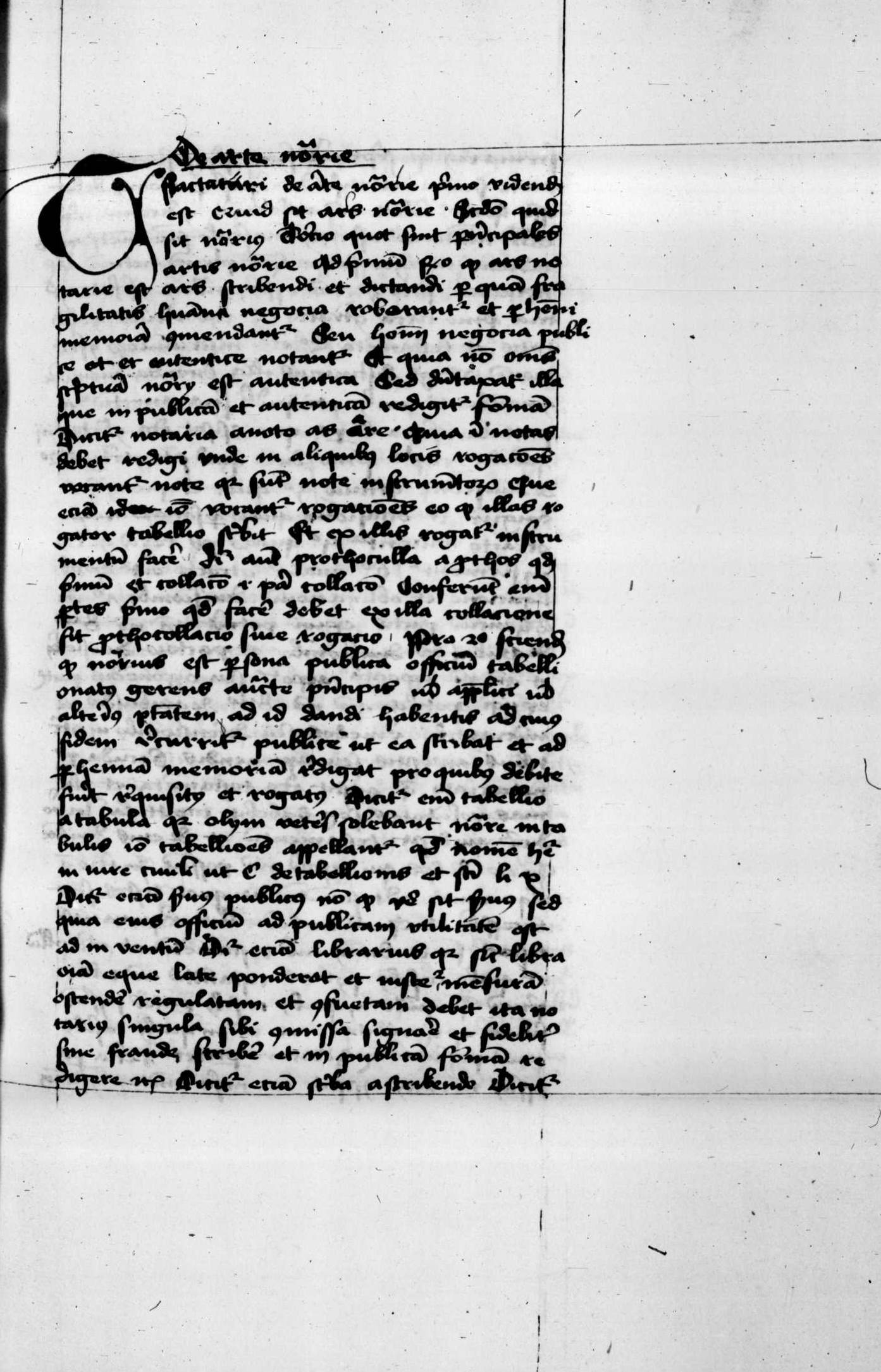
Tractatus de Iohannis Andreae lectura arboris consanguinitatis et affinitatis, manoscritto, XV secolo. Wolfenbüttel, Herzog August Bibliothek Wolfenbüttel, Codices Helmstadienses, Cod. Guelf. 176 Helmst

- Apparatus super arbore consanguinitatis unitatis et affinitatis, 1395, Firenze, Biblioteca Medicea Laurenziana, Fondo Ashburnham, Ashb. 154 (antea 86),  ff. 30-34.
  -  Lectura arboris consanguinitatis et affinitatis, XV secolo, Wolfenbüttel, Herzog August Bibliothek Wolfenbüttel, Codices Helmstadienses, Cod. Guelf. 176 Helmst.,  ff. 1r-31r.
- Summa de sponsalibus et matrimonio, XV secolo, Leiden, Universiteitsbibliotheek, Collectie Willem Matthias d'Ablaing, ABL 32,  ff. 40r-58r.
- De vita et honestate clericorum, XV secolo, Leiden, Universiteitsbibliotheek, Collectie Willem Matthias d'Ablaing, ABL 32,  ff. 83r-93r.
- Glossae ad Liber extra, XIV secolo, Erfurt, Universitäts- und Forschungsbibliothek Erfurt/Gotha Universitätsbibliothek, Handschriften, Dep. Erf. CA. 2° 211,  ff. 117r-126r.
- Commentarium in Decretales, XIV-XV secolo, Milano, Biblioteca Ambrosiana, Fondo manoscritti, ms. E 44 inf.,  ff. 1r-322r.